# Монотропоидная микориза
Монотропоидная микориза (ММ) — один из типов микоризы, сочетает признаки как эктомикоризы, так и эндомикоризы.
Данный тип микоризы характерен только для ряда микогетеротрофных растений семейства Вересковые, относящихся к родам Monotropa, Monotropastrum, Sarcodes, Pterospora, и, вероятно, другим родам Monotropoideae. Каждый вид растений образует микоризу с определёнными родами базидиомицетов: Monotropa hypopitys связывается только с грибами рода Tricholoma, Monotropa uniflora и Monotropastrum humile — с Russula и близкими родами, Sarcodes sanguinea и Pterospora andromedea — с различными видами Rhizopogon.
После образования мутовок корней каждый из них оплетается гифами гриба, в результате чего образуется часто многослойная гифовая мантия. Затем в эпидерме корней формируется сеть Гартига, её гифы проникают внутрь клеток эпидермы и образуют в них отросток, окружаемые вновь образованным материалом клеточной стенки растения. Впоследствии участок клеточной стенки вокруг этого отростка разрушается, после чего лизирует кончик этого отростка, содержимое клетки гриба и растения сливается, образуя мешковидную структуру вокруг гифового отростка.
Поскольку все вересковые, вступающие в данный тип микоризы, являются облигатными гетеротрофами, они используют гриб, связывающийся также с обычными зелёными растениями, для получения питательных веществ от фотосинтезирующих деревьев и кустарников. С помощью меченых атомов доказано, что Monotropa hypopytis таким образом получает продукты фотосинтеза, а Sarcodes sanguinea — фосфорсодержащие вещества. Точный механизм транспорта веществ от растения к растению посредством гриба не установлен.